# Legenda o Halinie Krępiance

herb Ostoja Krępskich

Legenda o Halinie Krępiance (spotykana także pisownia Krempianka) – legenda związana z czasami średniowiecznych najazdów tatarskich na Ziemię Sandomierską (II najazd mongolski na Polskę i III najazd mongolski na Polskę).
Podczas najazdu w roku 1260 młoda sandomierzanka, Halina, córka kasztelana sandomierskiego Piotra Krępy herbu Ostoja, straciła wszystkich swoich bliskich, w tym ojca będącego dowódcą garnizonu. Podczas następnego najazdu, w roku 1287, straciwszy ponadto męża, postanowiła w porozumieniu z wójtem Wiktorem zemścić się na najeźdźcach. W tym celu dostała się do obozu wroga. Tam opowiedziała wodzowi, że została pohańbiona przez mieszkańców. Zaproponowała, że wprowadzi Tatarów tajnymi podziemnymi korytarzami do miasta. Aby ich upewnić, że nie kłamie poprowadziła najpierw niewielki oddział zwiadowców. Następnie ruszyli za nią spokojnie już wszyscy Tatarzy.
Halina długo prowadzała ich w kółko ciemnymi lochami, gdy w tym czasie wtajemniczeni w podstęp mieszkańcy Sandomierza zasypali wejście do korytarzy ciężkimi głazami. Zginęli wszyscy Tatarzy, a wraz z nimi także bohaterska dziewczyna.
Legenda o Halinie Krępiance jest jedną z najbardziej znanych legend sandomierskich. Sgraffito przedstawiające Halinę Krępiankę wiodącą Mongołów znajduje się na ścianie sandomierskiej podziemnej trasy turystycznej. Trasa powstała w latach 70. XX w. przez połączenie piwnic, ale legenda wiąże ją z rzekomo istniejącymi przejściami podziemnymi, do których Krępianka miała zwabić najeźdźców. Niezależnie od prawdy historycznej, z zasypanymi Tatarami legenda wiąże również szczątki ludzkie odsłonięte w pobliskim wąwozie Piszczele. Legenda prezentowana jest m.in. w książce Andrzeja Sarwy Opowieść o Halinie, córce Piotra z Krępy. Legenda sandomierska., a także w formie dramatu Stanisława Stępnia: Halina Krępianka. Dramat w pięciu aktach. Wspomnienie najazdów tatarsko-mongolskich jest też uwiecznione na osiemnastowiecznym obrazie w katedrze sandomierskiej.